# Horna
Gli Horna sono un gruppo black metal finlandese nato nel 1994 a Lappeenranta.

## Storia del gruppo
Il gruppo è nato da un'idea del chitarrista/cantante Shatraug e del prima chitarrista e poi bassista del gruppo Moredhel.
Il suond della band consiste in black metal suonato alla vecchia maniera, durante gli anni hanno avuto una moltitudine di musicisti, incidendo parecchi dischi, tra i quali figurano molti split, ogni anno, praticamente senza sosta provando nuovi modi d'espressione con dischi quali Aania Yossa, rimanendo però sempre entro i confini del black metal.
Analogamente a moltissimi altri appartenenti al genere tutti gli attuali membri del gruppo suonano anche in altri gruppi (per esempio Infection suona anche negli Alghazanth, black metal sinfonico, e nei Sotajumala, death metal vecchia scuola; oppure il principale membro del gruppo, Shatraug, suona nei Sargeist, Mortualia e Behexen).

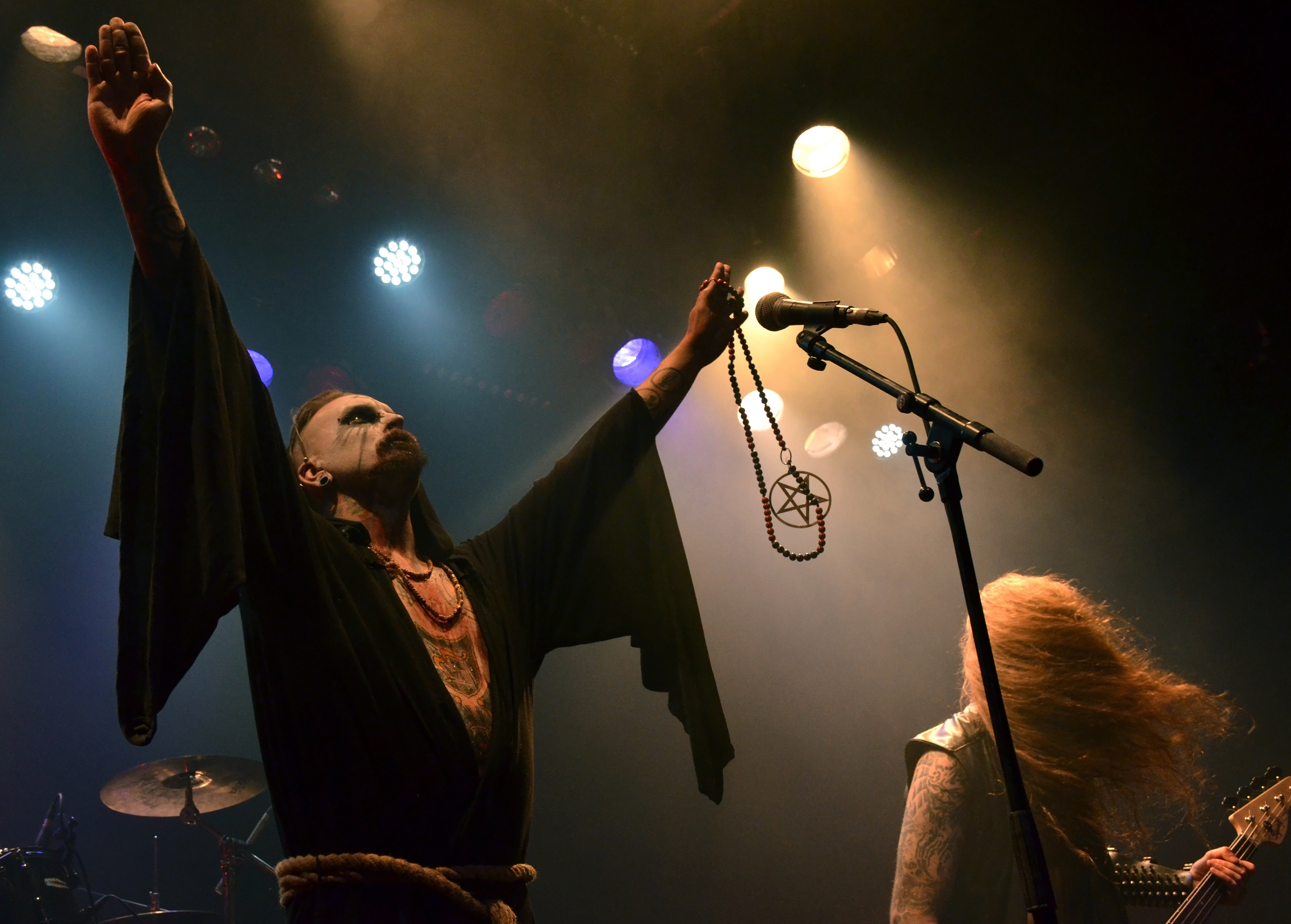
I Horna al Black Arts Ceremony nel 2014

## Formazione

### Formazione attuale
- Corvus - voce (2001 - )
- Shatraug - chitarra, voce
- Saturnus - chitarra (2002 - )
- Infection - basso (2001 - )
- Vainaja - batteria (2005 - )

### Ex componenti

#### Cantanti
- Nazgul Von Armageddon anche nei Satanic Warmaster (1996 - 2001)

#### Chitarristi
- Moredhel (1994 - 1998)
- Otava (2000 - 2002)
- Thanatos (1999 - 2000)

#### Bassisti
- Moredhel (1999 - 2000)
- Thanatos (1998)
- Skratt (1997 - 1998)
- Vrasjarn (2000 - 2001)

#### Batteristi
- Gorthaur (1994 - 2005)
- Ravenum
- Lord Sargofagian (session)

#### Tastieristi
- Skratt (1999)

## Discografia

### Album in studio
- 1998 - Kohti Yhdeksän Nousua
- 1999 - Haudankylmydden Mailla
- 2001 - Sudentaival
- 2005 - Envaatnags Eflos Solf Esgantaavne
- 2006 - Ääniä Yössä
- 2007 - Sotahuuto
- 2008 - Sanojesi Äärelle
- 2009 - Musta Kaipuu
- 2013 - Askel Lähempänä Saatanaa

### Raccolte
- 2000 - Hiidentorni / Perimä Vihassa Ja Verikostossa
- 2004 - Ordo Regnum Sathanas

### Live album
- 2004 - Black Metal Warfare

### Demo
- 1995 - Varjoissa
- 1997 - Hildentorni
- 2006 - Kun Synkkä Ikuisuus Avautuu

### EP
- 1999 - Perimä Vihassa Ja Verikostossa
- 1999 - Sota
- 2001 - Korpin Hetki
- 2002 - Risti Ja Ruoska
- 2003 - Viha Ja Viikate
- 2004 - Talismaani
- 2004 - Vuohipaimen
- 2007 - Pimeyden Hehku
- 2011 - Adventus Satanae

### Split
- 1999 - Whispered Myths (con i Fog)
- 2002 - Horna/Musta Surma (con i Musta Surma)
- 2003 - Horna/Desolation Triumphalis (con i Desolation Triumphalis)
- 2003 - Horna/Ouroboros (con gli Ourboros)
- 2004 - Horna/Woods of Infinity (con i Woods of Infinity)
- 2004 - Horna/Behexen (con i Behexen)
- 2004 - Vihan Vuodet (con i Musta Surma)
- 2005 - Goatfucking Gent/Vivicomburium (con i Kerberos)
- 2005 - Unohdetut Kasvot, Unohdettu Ääni/Un Sogno Oscuro (con i Tenebrae in Perpetuum)
- 2005 - Horna/Blackdeath (con i Blackdeath)
- 2005 - Ilman Arvoa Ja Arkkua/Kinaidos (con i Legion of Doom)
- 2006 - Horna/Sacrificia Mortuorum (con i Sacrificia Mortuorum)
- 2007 - Horna/Peste Noire (con i Peste Noire)